# Halysidota jucunda
Halysidota jucunda là một loài bướm đêm thuộc phân họ Arctiinae, họ Erebidae.